# 聖伊萬澤利納

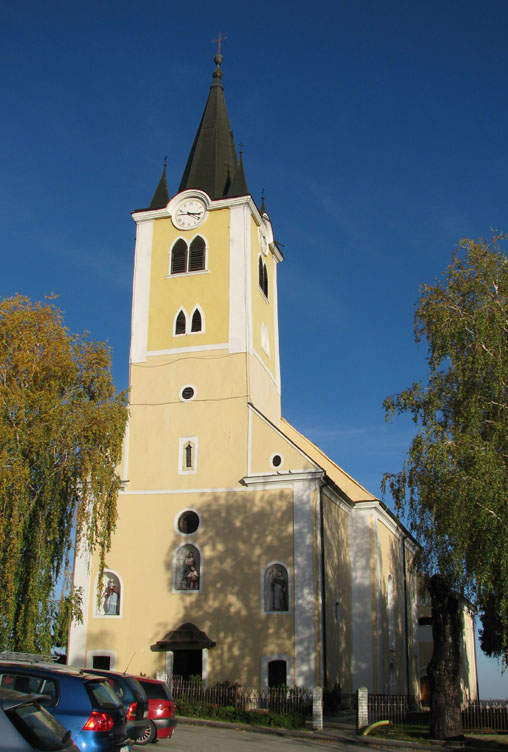

聖伊萬澤利納是克羅地亞的城鎮，位於該國中部，距離首府薩格勒布37公里，由薩格勒布縣負責管轄，是傳統的文化和經濟中心，2011年人口15,990。
45°53′N 16°26′E / 45.883°N 16.433°E